# Cockham Wood Fort

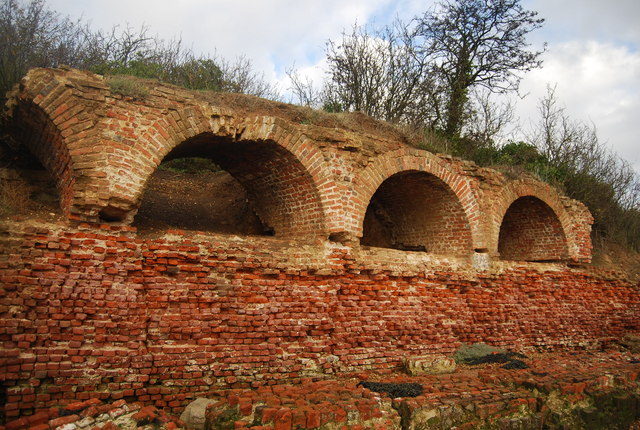
Ein Teil des bis heute erhaltenen Mauerwerks des Cockham Wood Fort.

Cockham Wood Fort ist die Ruine eines Forts am Nordufer des River Medway in der englischen Grafschaft Kent.
In Verbindung mit Fort Gillingham sollte es den Chatham Dockyard vor Angriffen von See her schützen. Diese Rolle hatte Upnor Castle in den vorhergehenden 100 Jahren erfüllt. Das Fort wurde 1669 von Sir Bernard de Gomme als Reaktion auf den niederländischen Überfall auf die Werftanlagen von Chatham im Jahre 1667 errichtet.
1818 wurde Cockham Wood Fort aufgegeben, nachdem es bereits vorher jahrzehntelang langsam verfallen war. Heute ist nur noch ein Teil des Forts erhalten; am deutlichsten sichtbar ist das Mauerwerk der unteren Batterie am Ufer des Flusses.